# Elmer Diedrich Graper
Elmer Diedrich Graper  (auch Elmer D. Graper, E. D. Graper, * 24. Juni 1885 in Princeton, Gibson County, Indiana, USA; † 29. Juli 1975 in Pittsburgh, Allegheny County, Pennsylvania, USA) war ein US-amerikanischer Politikwissenschaftler.

## Leben

### Familie und Ausbildung
Elmer Diedrich Graper war gebürtig aus der im Bundesstaat Indiana gelegenen City Princeton. Er war der Sohn des August Diedrich Graper und der Alvina Graper, geborene Luhring. Nach dem High-School-Abschluss studierte er Geschichts- und Politikwissenschaft am North Central College in Naperville im Bundesstaat Illinois, 1911 graduierte er zum Bachelor of Arts. 1921 wurde er an der Columbia University zum Doctor of Philosophy promoviert.
Elmer Diedrich Graper heiratete am 2. September 1913 Ada Beatrice Leffler (1888–1964). Aus der Ehe gingen die Töchter Marian Louise und Nancy Loanne (Mrs. Ronald Voelker) hervor. Er starb Ende Juli 1975 im Alter von 90 Jahren. Seine letzte Ruhestätte fand er neben seiner Frau auf dem Homewood Cemetery in Pittsburgh.

### Beruflicher Werdegang
Elmer Diedrich Graper übernahm nach seinem Abschluss am North Central College eine Stelle als Instructor of History and Government am Bradley Polytechnic Institute in Peoria im Bundesstaat Illinois, die er bis 1916 ausfüllte. Seit 1919 war er als Instructor of Government an der Columbia University tätig, 1923 folgte er einem Ruf als Assistant Professor of Political Science an die University of Pittsburgh, 1924 wurde er zum Associate Professor, 1925 zum Professor, 1930 zum Leiter des Departements of Political Science ernannt, 1955 wurde er emeritiert.
Er fungierte daneben von 1945 bis 1954 als Secretary des University Senates, von 1934 bis 1936 als Chairman der Research Commission der City of Pittsburgh, von 1945 bis 1955 als Director des Institutes of Local Government der University of Pittsburgh sowie von 1956 bis 1963 als Chairman der Pennsylvania Civil Service Commission. In den Jahren 1934 bis 1936 gehörte er dem Allegheny County Board for Assessment and Revision of Taxes an.
Er hatte Mitgliedschaften in der Pennsylvania Political Science Association, die er von 1943 bis 1946 präsidierte, in der American Association of University Professors sowie in der Akademischen Verbindung Phi Beta Kappa inne. Er trat insbesondere als Verfasser grundlegender Abhandlungen betreffend sein Fachgebiet hervor.

## Schriften (Auswahl)
- American police administration : a handbook on police organization and methods of administration in American cities. Macmillan Co., New York, 1921
- zusammen mit Harry J. Carman: Record of political events : from July 1, 1921, to June 30, 1922. Academy of Political Science, Kent Hall, Columbia University, New York, 1922
- zusammen mit John William Oliver, Benjamin H. Williams: An outline and bibliography on Party government in the United States. in: Radio publication, no. 2. University of Pittsburgh, Pittsburgh, Pa., 1924
- A series of eight radio talks on American political parties and presidential campaigns. in: Radio publication, no. 40. University of Pittsburgh, Pittsburgh, Pa., 1928
- Public Employees and the Merit System. in: American Academy of Political and Social Science: The Annals of the American Academy of Political and Social Science, Volume 181, Number 1.  American Academy of Political and Social Science, Philadelphia, Pa., September 1935, S. 80–89.
- How Presidents Are Nominated. in: American Academy of Political and Social Science: The Annals of the American Academy of Political and Social Science, Volume 259, Number 1.  American Academy of Political and Social Science, Philadelphia, Pa., September 1948, S. 53–63.
- American Influence on the Attitudes of Western Europe. in: American Academy of Political and Social Science: The Annals of the American Academy of Political and Social Science, Volume 278, Number 1.  American Academy of Political and Social Science, Philadelphia, Pa., November 1951, S. 12–22.